# Зинкявичюс, Зигмас
Зи́гмас Зинкя́вичюс (лит. Zigmas Zinkevičius; 4 января 1925, Юодаусяй, Укмергский уезд — 20 февраля 2018, Вильнюс) — советский и литовский лингвист, профессор Вильнюсского университета, автор трудов в области индоевропеистики (балтистики), балто-славянских языковых отношений, особенностей литовско-русского двуязычия. Исследовал ятвяжский язык, историю и диалекты литовского языка.

## Биография
В 1933–1939 г. учился в шестилетней школе в родной деревне Юодаусяй. В 1939–1945 г. в гимназии в городе Укмерге. Окончив гимназию поступил на историко-филологический факультет Вильнюсского университета, который окончил в 1950 году. В 1956–1962 г. и 1964–1968 г. занимал должность заместителя декана историко-филологического факультета Вильнюсского университета. В 1995–1996 г. директор института литовского языка. В 1996—1998 годах был министр образования и науки Литвы в правительстве Г. Вагнорюса. Состоял в Литовской христианско-демократической партии. Не принял объединение этой партии с Христианско-демократическим союзом в 2001 году. Исследовал историю и диалектологию литовского языка, антропонимику Литвы. Способствовал литуанизации Виленского края, населённого преимущественно ополячившимися литовцами.

## Награды и звания
- 1968 — Государственная премия Литовской ССР
- 1977 — заслуженный деятель науки Литовской ССР
- 1991 — почётный доктор Латвийского университета (Рига)
- 1994 — премия Гердера
- 1994 — почётный доктор Университета Витаутаса Великого (Каунас)
- 1995 — научная премия Литвы
- 1995 — премия Казимераса Буги
- 1995 — орден Великого князя Литовского Гядиминаса третьей степени
- 2007 — Национальная премия прогресса
- 2008 — рыцарь ордена рыцарей ятвяжского креста
- 2010 — литературная премия Владаса Шлайтаса
- 2012 — почётный гражданин Укмярского района
- 2015 — Большой командорский крест ордена «За заслуги перед Литвой»[5]